# Kollegialsystem
Das Kollegialsystem ist eine Organisation der Führungsspitze einer Instanz (z. B. eines Unternehmens). Alle Mitglieder der Instanz haben im Wesentlichen gleiche Rechte hinsichtlich der Willensbildung in dieser Instanz. Die Entscheidung kann hier mit einfacher Mehrheit, mit qualifizierter Mehrheit oder durch einstimmige Beschlüsse fallen. Ein spezielles Regelwerk definiert die Verantwortlichkeiten der einzelnen Mitglieder und sichert die Einhaltung der Abstimmungsprozesse sowie der Entscheidungsfindung.

## Formen des Kollegialsystems
Riester unterscheidet:
- Primatkollegialität: Ein Mitglied des Kollegiums ist Primus inter pares und fungiert als Sprecher. Er führt den Vorsitz und entscheidet bei Stimmengleichheit. Meist wird er von den Mitgliedern des Kollegiums auf bestimmte Zeit gewählt.
- Abstimmungskollegialität: Alle Mitglieder des Kollegiums sind gleichberechtigt. Beschlüsse werden dabei entweder nach dem Einstimmigkeitsprinzip oder nach dem Majoritätsprinzip gefasst.
- Ressortkollegialität: Jedes Mitglied ist für einen bestimmten Bereich (Ressort) im Unternehmen zuständig und hat die Befugnis dort die Entscheidungen zu treffen. Bereichsübergreifende Entscheidungen werden weiterhin von allen Mitgliedern gemeinsam getroffen.
- Kassationskollegialität: Mehrere gleichberechtigte Personen können nur gemeinsam handeln. Wenn eine dem Vorhaben der anderen widerspricht, muss die Handlung unterbleiben. Eine Person kann auch die von anderen getroffene Entscheidung aufheben oder aufschieben.

## Vorteile des Kollegialsystems
Arbeitgeber versprechen sich von der Einführung des Kollegialsystems einige Vorteile:
- Einen größeren Rückhalt bei betrieblichen Entscheidungen innerhalb der Belegschaft
- Unabhängigkeit von leitenden Angestellten
- Eine höhere Arbeitgeberattraktivität

Das Kollegialsystem besitzt auch für Mitarbeiter einige Vorteile:
- Weniger Verantwortung und Druck für leitende Positionen

- Eine gerechtere finanzielle Verteilung
- Flache Hierarchien
- Mitbestimmungsrecht für mehr Angestellte
- Stärkung der innerbetrieblichen Zusammenarbeit
- Erleichterter Aufstieg in Leitungspositionen